# Nikołaj Tichomirow
Nikołaj Iwanowicz Tichomirow (ros. Николай Иванович Тихомиров, ur. w listopadzie 1859 w Moskwie, zm. 28 kwietnia 1930 w Leningradzie) – rosyjski chemik, wynalazca, technolog, specjalista od techniki rakietowej.

## Życiorys
Urodził się w rodzinie szlacheckiej. Ukończył studia na Wydziale Fizyczno-Matematycznym Oddziału Chemii Uniwersytetu Moskiewskiego, prowadził aktywne badania chemiczne; podczas jednego z eksperymentów odniósł poważne obrażenia w wybuchu w laboratorium. Pracował w Laboratorium Technicznym Uniwersytetu Moskiewskiego i w laboratorium profesora Bunde w Kijowie, później został pomocnikiem dyrektora fabryki sukna Towarzystwa Braci Babkinów i głównym chemikiem zakładu buraków cukrowych jednego z największych rosyjskich towarzystw cukrowych, Towarzystwa Braci Tierieszczenko. Napisał wiele naukowych i praktycznych podręczników w tej i pokrewnych dziedzinach chemii. Był wybitnym wynalazcą, który otrzymał szereg patentów na nowe metody produkcji cukru i przenośnych urządzeń polowych dla wojska i przemysłu, urządzenie do wykorzystywania ciepła spalin do ogrzewania i oczyszczania wody wraz z towarzyszącym odbarwianiem dymu i wiele innych prac. Zorganizował w Moskwie prywatne laboratorium chemiczne, całkowicie poświęcając się badaniom nad rozwojem produkcji substancji cukrowych, skrobiowych i inulinowych, a także metodom zastępowania składników odżywczych używanych jako surowce do produkcji słodkich, skrobiowych, kleistych aromatycznych produktów. Jego filtry znalazły zastosowanie w przemyśle i w cukrowniach, gorzelniach, olejarniach i innych zakładach. Jednocześnie od 1894 zajmował się badaniami nad napędem, a także techniką wojskową, bronią i amunicją. 3 maja 1919 zwrócił się do Władimira Boncz-Brujewicza z prośbą o wsparcie dla dalszych badań. Po poparciu pomysłu przez Siergieja Kamieniewa przyznano Tichomirowowi dotację i zapewniono pomieszczenia laboratoryjne i personel, w związku z czym zajął się pracami nad rozwojem pocisków na proch bezdymny. W 1925 jego laboratorium przeniesiono do Leningradu. W latach 1926-1927 przeprowadzono wiele testów balistycznych i wykonano prototypy pocisków rakietowych. 3 marca 1928 przeprowadzono udane wystrzelenie pocisków na proch bezdymny - po raz pierwszy w ZSRR i na świecie. Po dalszych badaniach "mina powietrzna" Tichomirowa okazała się być groźną bronią. Za wybitne osiągnięcia w dziedzinie uzbrojenia Armii Czerwonej 22 lutego 1928 Tichomirow otrzymał tytuł Bohatera Pracy. Napisał wiele prac teoretycznych na temat balistyki. W czerwcu 1929 złożył wniosek o wydanie patentu na "sposób wytwarzania prasowanego bezdymnego prochu na stałych rozpuszczalnikach", który wydano 20 czerwca 1930. Został pochowany na Cmentarzu Wagańkowskim. W 1971 jego imieniem nazwano jeden z kraterów na Księżycu. 21 czerwca 1991 pośmiertnie nadano mu Medal Sierp i Młot Bohatera Pracy Socjalistycznej i Order Lenina.